# ドッペルゲンガー宮 《あかずの扉》研究会流氷館へ
『ドッペルゲンガー宮 《あかずの扉》研究会流氷館へ』（ドッペルゲンガーきゅう あかずのとびらけんきゅうかい りゅうひょうかんへ）は、霧舎巧によるミステリー小説。
「《あかずの扉》研究会シリーズ」の第一作目。1999年、島田荘司の推薦を受け、第12回メフィスト賞を受賞した作者のデビュー作。

## あらすじ
「実家へ帰省した女生徒が戻って来ない」、と私立高校の教師から相談された《あかずの扉》研究会の面々。
研究会の一員で自称・名探偵の鳴海が、女生徒・涼香の実家「流氷館」を訪れると、そこでは、彼女の祖父が推理イベントを開催していた。しかし、朗らかなイベントは戦慄の連続殺人へと変わり果てていく。予定外の人物の乱入、犯人はそれさえも利用し、残酷な殺人を続けていく。

## 登場人物

### 純徳女学院高校
一学年30人の一クラス制、全寮制の私立の女子校。寮は一流ホテル顔負けの設備を有する、お嬢様学校の中でも最高峰の学校。日本中の金持ちがステイタスのために自分の娘を入学させようとする。テレビやラジオなどは禁止され、外部との接触は断たれている。生徒宛ての郵便物は寮母が全て検閲をする。
遠峯 幸彦（とおみね ゆきひこ）
国語教師。《あかずの扉》研究会に、失踪した涼香のことを相談する。
氷室 涼香（ひむろ りょうか）
2年に進級してすぐに実家に帰ってしまい、学校に来なくなる。学校ではイジメにあっていた。
李岡 ちさと（りおか ちさと）
根っからのお嬢様育ち。外出した際「制服ウォッチャー」の取材を受け、その際に生まれた誤解から涼香がいじめられる原因を作ってしまった。そのことを告白し、謝罪しようと流氷館を訪れる。
中尾 美鈴（なかお みすず）
卒業生。財界のトップに君臨する中尾グループの一人娘で、教師さえも腫れ物に触る思いで接していた。父親の権威を笠に着て、自分が気に食わない人物を陥れる。学院の名を貶めたとして、寮に怒鳴り込むが、涼香の隣室の涼子の部屋と間違えてしまう。
野々原 涼子（ののはら りょうこ）
寮では涼香の隣室。涼香の部屋と間違われ、中尾美鈴に怒鳴り込まれるが、負けじと言い返し、そのことを根に持った中尾の命令で涼香とともにイジメの対象となる。

### 《隣の部屋》
氷室 流侃（ひむろ りゅうかん）
涼香の祖父。千葉県の太平洋側の岬の突端に、流氷館という西洋風の館を建てた。推理サークル《隣の部屋》を主宰する。
沢木 カケル（さわき カケル）
流侃の秘書。館の執事。
寒川 英明（さむかわ ひであき）
眼科医。流侃からは音読みで「えいめい」と呼ばれる。
青山 雅代（あおやま まさよ）
女流推理作家。
頭木 保（かしらぎ たもつ）
推理小説好きの高校生。
同作者の「私立霧舎学園ミステリ白書シリーズ」の登場人物。

### その他
お食事処の老婆
流氷館へ向かう途中にある1軒だけあるお食事処。メニューはカレーライスとラーメンと焼きそばしかなく、決して美味しいとは言えない。かつて産婆として、氷室家の子どもたちを取り上げた。
城西交通のタクシードライバー
李岡が流氷館へ向かう際に利用した。

### 《あかずの扉》研究会
後動 悟（ごどう さとる）
研究会会長。ユイにとってはスーパーマンのような存在。
鳴海 雄一郎（なるみ ゆういちろう）
自称・名探偵。髪はオールバック。
大前田 丈（おおまえだ じょう）
特技は鍵開け。垂れ気味の目に下膨れの顔。
森 咲枝（もり さきえ）
霊能力らしきものを持つ。楚々とした雰囲気の女性。通称・サキさん。
由井 広美（ゆい ひろみ）
広報担当(?)。通称・ユイ。感情の起伏が激しく、子どもっぽい。最年少の18歳。目鼻立ちのはっきりした可愛い女の子。
二本松 翔（にほんまつ かける）
研究会書記。20歳。大学1年生。

## 書籍情報
- 講談社ノベルス：1999年7月5日、ISBN 4-06-182083-4
- 講談社文庫：2003年6月15日、ISBN 4-06-273768-X（巻末解説：はやみねかおる）